# 이은의
이은의(1974년 3월 19일 ~ )는 대한민국의 변호사이다.

## 생애
이은의는 2005년 삼성전기에 재직 중일 때 부서장의 성희롱을 회사에 알렸다가 부서가 전환배치 되는 등 불이익을 받았고 이 사건에 대해 회사를 상대로 손해배상청구소송을 제기해 4년 만인 2010년 4월에 4000만 원의 손해 배상 판결을 받아냈다. 이후 전남대학교 로스쿨에 진학하였고 변호사시험에 합격하여 2015년부터 변호사로 활동하였다.

## 학력
- 1993년 ~ 1998년:한국외국어대학교 포르투갈어과 학사
- 추계예술대학교 대학원 영상비지니스 석사
- 11년 ~ 2014년:전남대학교 법학전문대학원 석사

## 경력
- 1998년:삼성전기 경영지원팀
- 2003년:삼성전기 전자영업팀
- 2007년 ~ 2010년:삼성전기 인사팀 총무보안그룹 사회봉사단
- <이은의법률사무소> 대표변호사
- 여성가족부 법률지원 지정변호사
- 한국독립PD협회 자문변호사